# Shigeru Kōyama
Shigeru Kōyama (神山 繁 Kōyama Shigeru?, n. 16 ianuarie 1929, Hiroshima, Japonia – d. 3 ianuarie 2017, Kyoto, Japonia), cunoscut alternativ ca Shigeru Kamiyama, a fost un actor japonez de film.

## Biografie
Născut la Kure, Hiroshima, Kōyama s-a alăturat trupei teatrale Bungakuza în 1952, mai întâi ca asistent al regizorului și apoi ca actor. A debutat ca actor film în 1953 în filmul An Inlet of Muddy Water al lui Tadashi Imai. Kōyama a părăsit trupa Bungakuza în 1963 și a făcut parte din alte trupe teatrale precum Gekidan Kumo și Engeki Shūdan En. El a devenit cunoscut pentru rolul său din filmul de televiziune The Guardman.
Shigeru Kōyama a murit de pneumonie la 3 ianuarie 2017, în prefectura Kyoto.

## Filmografie parțială

### Filme de cinema
- 1958: Akujo no kisetsu - Terauchi, profesor asistent
- 1959: High Teen - Shinsaku, fratele lui Sanae
- 1959: Yuganda tsuki - Yura
- 1960: Karakkaze yarô - Masa
- 1960: Kenka Tarô - Goi
- 1961: Koi ni inochi o - Li
- 1961: Yûhi ni akai ore no kao
- 1962: La Source thermale d'Akitsu (秋津温泉, Akitsu Onsen), regizat de Yoshishige Yoshida - Tsuda
- 1962: Namida o shishi no tategami ni - Kogure
- 1963: Kyojin Ôkuma Shigenobu - Azusa Ono
- 1963: Kuro no hôkokusho - Hitomi
- 1964: Otoko girai - Paul Okamura
- 1964: Adauchi
- 1964: Kwaïdan (Kaidan) (segmentul „Chawan no naka”)
- 1965: Nikutai no gakko - Otowa
- 1966: Rokujo yukiyama tsumugi
- 1967: Ultimul samurai (Jôi-uchi: Hairyô tsuma shimatsu), regizat de Masaki Kobayashi - Geki Takahashi, custodele castelului[1]
- 1967: Nihon no ichiban nagai hi, regizat de Kihachi Okamoto - Susumu Kato[5]
- 1968: Kubi - Tashiro
- 1968: Kill, la Forteresse des samouraïs (Kiru), regizat de Kihachi Okamoto - Tamiya Ayuzawa
- 1968: Saraba Mosukuwa gurentai
- 1969: Akage, regizat de Kihachi Okamoto - șeful de personal Aragaki[6]
- 1969: Tengu-tô - Mizuki
- 1970: Zatôichi to Yôjinbô, regizat de Kihachi Okamoto - Jinzaburo Wakiya[7]
- 1970: Bakumatsu, regizat de Daisuke Ito - Kaishu Katsu[7]
- 1970: Fuji sanchō (富士山頂, Fuji sanchō), regizat de Tetsutaro Murano
- 1970: Jaga wa hashitta
- 1971: Gekido no showashi: Okinawa kessen
- 1971: Inochi bô ni furô - ofițerul Kaneko
- 1973: Gokiburi deka - Mita
- 1973: Nippon chinbotsu - Yoshimura
- 1974: Karei-naru ichizoku - Wajima
- 1975: Jingi no hakaba
- 1975: Wagahai wa neko de aru - Tojuro Suzuki
- 1975: Kinkanshoku - directorul unei firme de construcții
- 1975: Les Fossiles (Kaseki), regizat de Masaki Kobayashi - Kihara
- 1976: Taiyô wa nakanai
- 1976: Fumô chitai
- 1977: Hakkodasan - primarul Motomiya
- 1977: Kiri-no-hata - editorul Tanimura
- 1978: La Reine des abeilles (女王蜂 Joōbachi?), regizat de Kon Ichikawa - Tsukumo
- 1978: Inubue, regizat de Sadao Nakajima - Maekawa[8]
- 1978: Kôtei no inai hachigatsu - Masagaki
- 1978: Burû Kurisumasu
- 1979: Taiyô wo nusunda otoko - Nakayama
- 1979: Tooi ashita - Suda, procurorul șef
- 1980: 203 kochi, regizat de Toshio Masuda - Aritomo Yamagata[9]
- 1981: Willful Murder (Nihon no atsui hibi bôsatsu: Shimoyama jiken), regizat de Kei Kumai
- 1982: Kyôdan - Shuzo Morishita
- 1982: Kono ko no nanatsu no oiwai ni - Kashiwabara
- 1983: Antarctica (Nankyoku monogatari), regizat de Koreyoshi Kurahara - Horigome Taicho
- 1984: Sukanpin walk - Toshikazu Tamikawa
- 1984: Zerosen moyu
- 1985: Ma no toki - Keiichiro, soțul lui Ryoko
- 1985: Sombre crépuscule (花いちもんめ Hana ichimonme?), regizat de Shun’ya Itō - medicul
- 1986: Rokumeikan
- 1986: La Mer et le Poison (Umi to dokuyaku), regizat de Kei Kumai - Gondo
- 1987: Too Much - șeful poliției
- 1987: Gokudo no onna-tachi 2 - Iwaki
- 1989: Daireikai: Shindara dou naru
- 1989: Black Rain - Ohashi
- 1990: Haruka naru koshien
- 1990: Isan sôzoku - Tadayoshi Torii
- 1991: Dai yûkai - Kunijiro Yanagawa, primul fiu
- 1991: Kagerô - Yoneyama
- 1991: Tenkawa densetsu satsujin jiken - Yoshinori Takazaki
- 1991: Gubbai Mama
- 1992: Kantsubaki
- 1992: Yamai wa kikara: Byôin e ikô 2 - Kotaro Katakura
- 1993: Shin gokudo no onna-tachi: Kakugoshiiya - Katsushi Sasabe
- 1993: Waga ai no uta - Taki Rentaro monogatari
- 1993: Sono kido o tootte - Kajima
- 1993: Kaettekite Kogarashi Monjiro
- 1994: Shijûshichinin no shikaku - Jûnai Onodera
- 1995: Himeyuri no Tô - învățătorul Noguchi
- 1995: Kura, regizat de Yasuo Furuhata
- 1995: Onihei hankachô
- 1995: Godzilla vs Destroyah (Gojira vs. Desutoroiâ) - generalul de armată
- 1996: Yatsuhaka-mura - medicul
- 1998: Dr. Akagi
- 1998: Odoru daisosasen - comisarul șef adjunct al Poliției Metropolitane Tokyo, Toshiaki Yoshida
- 1998: Diary of Early Winter Shower - Nomura
- 1999: Niji no misaki
- 2000: Dora-heita, regizat de Kon Ichikawa[10]
- 2001: Red Shadow: Akakage, regizat de Hiroyuki Nakano - Kyougoku Kanemitsu, lord din perioada Sengoku
- 2001: Sennen no koi - Hikaru Genji monogatari - Fujiwara no Tametoki
- 2002: Misutâ rûkî - Narita
- 2003: The Man in White (Yurusarezaru mono), regizat de Takashi Miike
- 2003: The Man in White Part 2: Requiem for the Lion
- 2005: Azumi 2: Death or Love - Tenkai Nankôbô
- 2006: I Am Nipponjin
- 2007: Hokushin naname ni sasu tokoro - Honda
- 2009: Shizumanu taiyô - președintele Hiyama
- 2012: Outrage: Beyond (Autoreiji: Biyondo), regizat de Takeshi Kitano - Fuse

### Filme de televiziune
| An   | Titlu               | Rol                  | Rețea    | Observații     |
| ---- | ------------------- | -------------------- | -------- | -------------- |
| 1965 | Taikōki             | Yamanaka Shikanosuke | NHK      | serial istoric |
| 1970 | Mominoki wa Nokotta | Mizuno Jūrōzaemon    | NHK      | serial istoric |
| 1978 | Ōgon no Hibi        | Ankokuji Ekei        | NHK      | serial istoric |
| 1980 | Shishi no Jidai     | Iwashita Michihira   | NHK      | serial istoric |
| 1981 | Onna Taikōki        | Honda Masanobu       | NHK      | serial istoric |
| 1981 | Sekigahara          | Ankokuji Ekei        | TBS      |                |
| 1987 | Dokuganryū Masamune | Endō Motonobu        | NHK      | serial istoric |
| 1988 | Sanbiki ga Kiru!    | Bessho Tanomo        | TV Asahi |                |
| 1990 | Tobu ga Gotoku      | Ii Naosuke           | NHK      | serial istoric |
| 2000 | Aoi Tokugawa Sandai | Honda Masanobu       | NHK      | serial istoric |
| 2002 | Hero                | Sakanoue             | Fuji TV  |                |
| 2006 | Fugo Keiji          | Ryūzō Katayama       | TV Asahi |                |
| 2008 | Change              | Sakae Nihei          | Fuji TV  |                |
| 2008 | Kachō Kōsaku Shima  | Tomabechi            | NTV      |                |
| 2009 | Fumō Chitai         | Mishima              | Fuji TV  |                |
| 2009 | Tenchijin           | Sen no Rikyū         | NHK      | serial istoric |

## Legături externe
- Shigeru Kōyama pe site-ul Office Sasaki
- Shigeru Kôyama la Internet Movie Database